# Ferrovia di Cascais
La ferrovia di Cascais (in portoghese, Linha de Cascais) è una ferrovia che collega Lisbona, Oeiras e Cascais, in Portogallo.
Sulla ferrovia, che ha origine dalla stazione di Lisbona Cais do Sodré e termina nella stazione di Cascais, si svolge uno dei quattro servizi suburbani di CP Urbanos de Lisboa, contraddistinto dal colore arancione. Il primo tronco, Cascais-Pedrouços, fu aperto all'esercizio nel 1889; giunse al Cais do Sodré nel 1895. Fu la prima ferrovia del Portogallo ad essere elettrificata, nel 1926, e l'ultima ad essere integrata nelle Comboios de Portugal, nel 1976.

## Caratteristiche della linea e servizi
| Continuation backward |

| Unknown route-map component "KBHFxe" |

| Unknown route-map component "exLSTR" |

| Unknown route-map component "exBHF" |

| Unknown route-map component "exLSTR" |

| Unknown route-map component "KBHFxa" |

| Station on track |

| Station on track |

| Unknown route-map component "CONTgq" | Unknown route-map component "ABZg+r" |  |

|  | Unknown route-map component "ABZgl" | Unknown route-map component "CONTfq" |

| Unknown route-map component "eHST" |

| Stop on track |

| Unknown route-map component "eHST" |

| Unknown route-map component "eBHF" |

| Unknown route-map component "eSPLa" |

| Unknown route-map component "vexBHF-STR" |

|  | Unknown route-map component "eSPLe" |

| Unknown route-map component "eSPLa" |

| Unknown route-map component "vexSTR-HST" |

| Unknown route-map component "vexHST-STR" |

| Unknown route-map component "eSPLe" |

| Unknown route-map component "eHST" |

| Stop on track |

| Unknown route-map component "exKDSTaq" | Unknown route-map component "eABZgr" |  |

| Unknown route-map component "exCONTgq" | Unknown route-map component "eABZgr" |  |

| Station on track |

| Stop on track |

| Stop on track |

|  | Station on track | Non-passenger head station |

|  | Unknown route-map component "KRWg+l" | Unknown route-map component "KRWr" |

|  | Unknown route-map component "xSPLa" |

|  | Unknown route-map component "vSTR-KDSTxa" |

| Unknown route-map component "vBHF-STR" |

|  | Unknown route-map component "SPLe" |

| Stop on track |

| Station on track |

| Stop on track |

| Station on track |

| Stop on track |

| Unknown route-map component "uexKXBHFa-L" | Unknown route-map component "KXBHFe-R" |  |

| Unused urban continuation forward |

È una delle quattro linee dei servizi suburbani di CP Urbanos de Lisboa ed ha caratteristiche tecniche differenti dal resto della rete quali l'elettrificazione a corrente continua a 1500 V e regolamenti d esercizio alquanto diversi; le differenze derivano dal fatto che fino al 1976 la linea era in concessione all'impresa privata Sociedade Estoril. A fine 2010 i servizi sono stati raggruppati in tre famiglie attestate sulle stazioni di Cascais, Oeiras e São Pedro.
L'orario di servizio della linha de Cascais è cadenzato.

## Storia

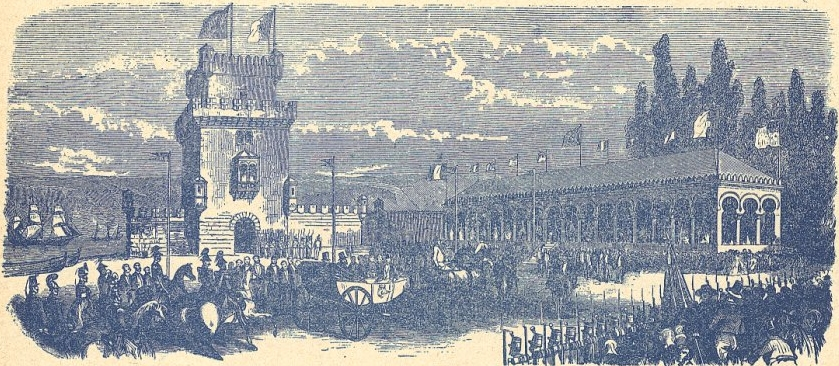
Inaugurazione dei lavori del primo progetto di ferrovia tra Lisbona e Sintra, nel 1855, giunto a Torre de Belém

### Prodromi
Un primo progetto di ferrovia per Cascais come diramata di una linea tra il Forte di São Paulo, a Lisbona e Sintra fu approntato il 30 settembre 1854 e approvato con legge 26 luglio 1855. Difficoltà intercorse durante alcuni lavori di esecuzione portarono alla rescissione del contratto il 27 marzo 1861. Il 25 ottobre 1869 il Duca di Saldanha ottenne la concessione all'installazione di un sistema Larmanjat per collegare Lumiar, Torres Vedras, Caldas da Rainha e Alcobaça; nonostante l'estensione su Sintra e Cascais nel 1871 e il trasferimento della concessione ad una società di origine britannica l'anno seguente, a causa di una serie di problematiche di esercizio il sistema fu soppresso nel 1877.
Nel 1870 l'ingegnere Aimé Thomé de Gamond approntò un progetto per una ferrovia a carattere metropolitano tra Lisbona e Colares passante per Cascais e Sintra senza esito; il progetto venne riesumato nel 1874 nell'ambito del "Plano Geral das Obras". Nel giugno 1888, Pedro Inácio Lopes ripropose l'idea di una linea urbana, in Lisbona, lungo la sponda del Tago nell'ambito di un potenziamento della rete ferroviaria della capitale, anche in funzione del movimento del Porto di Lisbona; erano in atto al tempo le opere relative alla futura Linea di Cintura e una ferrovia tra Alcântara e Santa Apolónia articolata con una seconda linea per Cascais avrebbe riposto alla forte domanda di trasporto di tale area della costa atlantica, soprattutto nella zona di Caxias, durante la stagione balneare. Successivamente sarebbe stato ipotizzato, ma non realizzato, un prolungamento della "Linha de Cascais" a Colares.

### Costruzione e inaugurazione

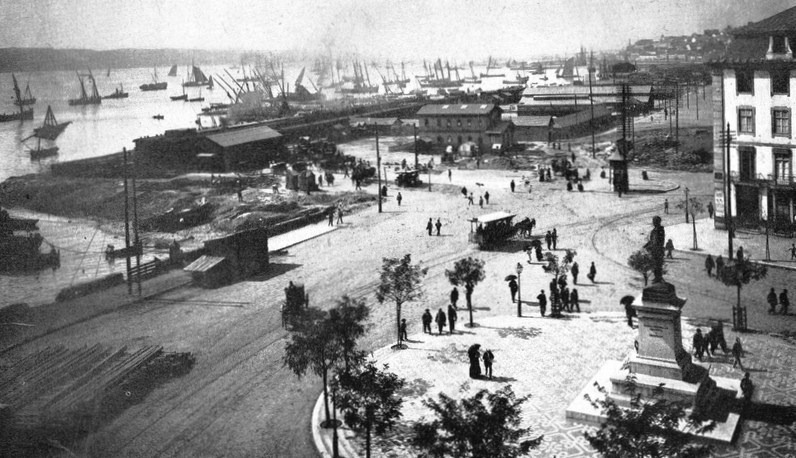
La zona del Cais do Sodré, a Lisbona, alla fine del XIX secolo, con la prima stazione

In virtù di un contratto risalente al 1860 la Companhia Real dos Caminhos de Ferro Portugueses ottenne, il 9 aprile 1887, la licenza di costruire ed esercire una ferrovia tra Santa Apolónia, nel "Cais dos Soldados" in Lisbona, e Cascais passando per Alcântara, ove avrebbe costruito una stazione; il primo tronco sarebbe stato quello tra Cascais e il limite Ovest delle opere in corso di realizzazione nel porto di Lisbona. Una disposizione della Giunta Consultiva delle "Obras Públicas e Minas", del 21 agosto 1879, definiva tale opera come una diramazione della ferrovia dell'Est.
La tratta tra Pedrouços e Cascais fu aperta all'esercizio il 30 settembre 1889 con il nome di "Ramal de Cascais"; la linea raggiunse la stazione di Lisbona Alcântara Mar il 6 dicembre 1890 ma il nome della stessa era stato cambiato in "Linha de Cascais"; raggiunse infine Lisbona Cais do Sodré il 4 settembre 1895.

### Raddoppio dei binari
La tratta Pedrouços - Caxias fu raddoppiata il 1 ottobre 1890; fino a Cascais il 21 maggio 1892, a Belém il 25 maggio 1896, ad Alcântara-Mar il 28 luglio e infine a Cais do Sodré il 4 luglio 1897.

### Progetti di collegamento con Sintra e Santa Apolónia
Nel gennaio 1903 il Consiglio Superiore delle Opere Pubbliche aveva espresso parere favorevole al progetto della ferrovia Sintra - Cascais dell'ingegnere Sousa Gomes. Nel 1912 parte dei terreni era già disponibile alla costruzione di un collegamento diretto tra Cais do Sodré e Santa Apolónia e delimitato sul lato Sud da una recinzione nel tratto fino alla Dogana, tuttavia la linea non fu costruita a causa di opposizioni di varia natura quali, il timore di danneggiare l'estetica della Piazza del commercio e i problemi tecnici dell'attraversamento della diga dell'arsenale della Marina.

### Cessione in noleggio alla Sociedade Estoril; modernizzazione della linea

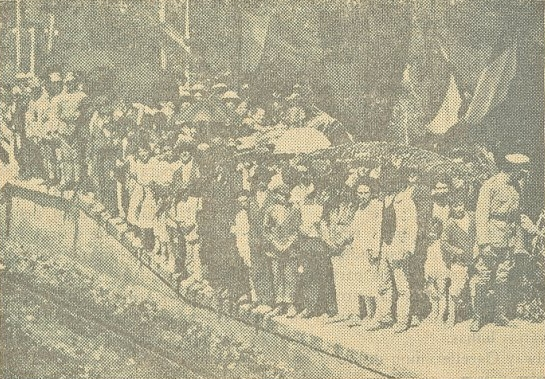
Inaugurazione della trazione elettrica il 15 agosto 1926

Nel 1902 fu installata una recinzione metallica di tutta la tratta Cais do Sodré - Alcântara-Mar e avvisatori acustici nelle stazioni per avvisare dell'arrivo dei treni. In aprile 1903 la Companhia Real esperimentò sistemi di illuminazione elettrica sulla Linha de Cascais.
Nei primi anni XX secolo si prospettò l'utilità di una elettrificazione della ferrovia; il Decreto n. 1046, del 14 novembre 1914 autorizzò la Companhia dos Caminhos de Ferro Portugueses all'affitto della linea per renderne possibile i lavori. Il contratto della durata di 50 anni fu stilato il 7 agosto 1918, tra la "Companhia" e la Società Estoril.
Il 16 luglio 1926, con l'elettrificazione, fu possibile programmare fino a 90 treni giornalieri sulla linea. I convogli, delle categorie omnibus e semi-rápidos, questi ultimi serventi tutte le stazioni fino Algés e le successive alternativamente eccetto 3 dell'Estoril.
Nei primi tempi si verificarono inconvenienti alle trasmissioni telegrafiche e alterazioni del normale esercizio a causa delle interferenze alle apparecchiature elettriche che condussero alla decisione di ritornare alla trazione a vapore.
La società esercente "Estoril" incaricò la Eastern Telegraph Company e la Western Telegraph Company di eseguire i lavori di modifica necessari, il cui costo fu considerevole e si conclusero il 22 dicembre 1926, data in cui venne rimessa sotto tensione la linea elettrica. La linea fu la prima elettrificata in Portogallo e utilizzò la corrente continua alla tensione di 1,5 kV; le locomotive elettriche utilizzate erano state costruite dalla AEG nel 1924.
Il segnalamento, i passaggi a livello e il sistema telefonico furono realizzati dalla Bell Telephone Company.
Il 18 agosto 1928 la società Estoril inaugurò la nuova stazione di Lisbona Cais do Sodré. 
Nell'ambito dei miglioramenti apportati alle infrastrutture per adeguarle al tipo di traffico, in buona parte suburbano, ma anche turistico. Oltre al terminale del Sud-express, nella stazione di Estoril vennero installate le officine di riparazione venne ricostruito il fabbricato; fu ampliata anche la stazione di São João do Estoril.

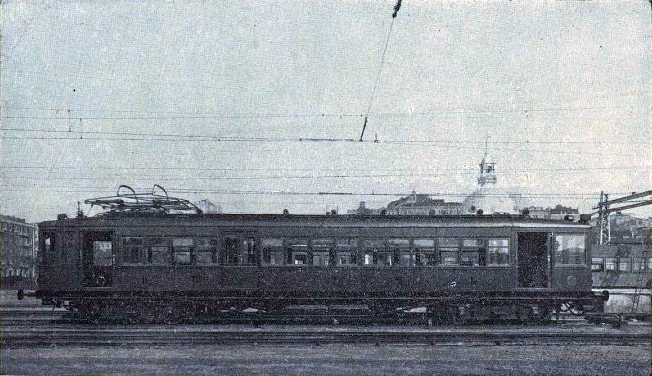
Elettromotrice in servizio sulla linea di Cascais nel 1931

La Grande depressione, dagli inizi degli anni Trenta, arrecò difficoltà anche alla Sociedade Estoril che fu costretta a drastiche riduzioni dei servizi nonostante la mole di traffico merci e viaggiatori della linea. Nel 1933 furono realizzate alcune opere strettamente necessarie al tracciato e alle infrastrutture di esercizio.
Nell'estate del 1966 il traffico sulla linea si attestava su 280 treni e circa 30 000 passeggeri giornalieri che nelle festività salivano a circa 100 000; sulla Linha de Cascais trovavano impiego circa 600 addetti.

### Integrazione nella rete statale

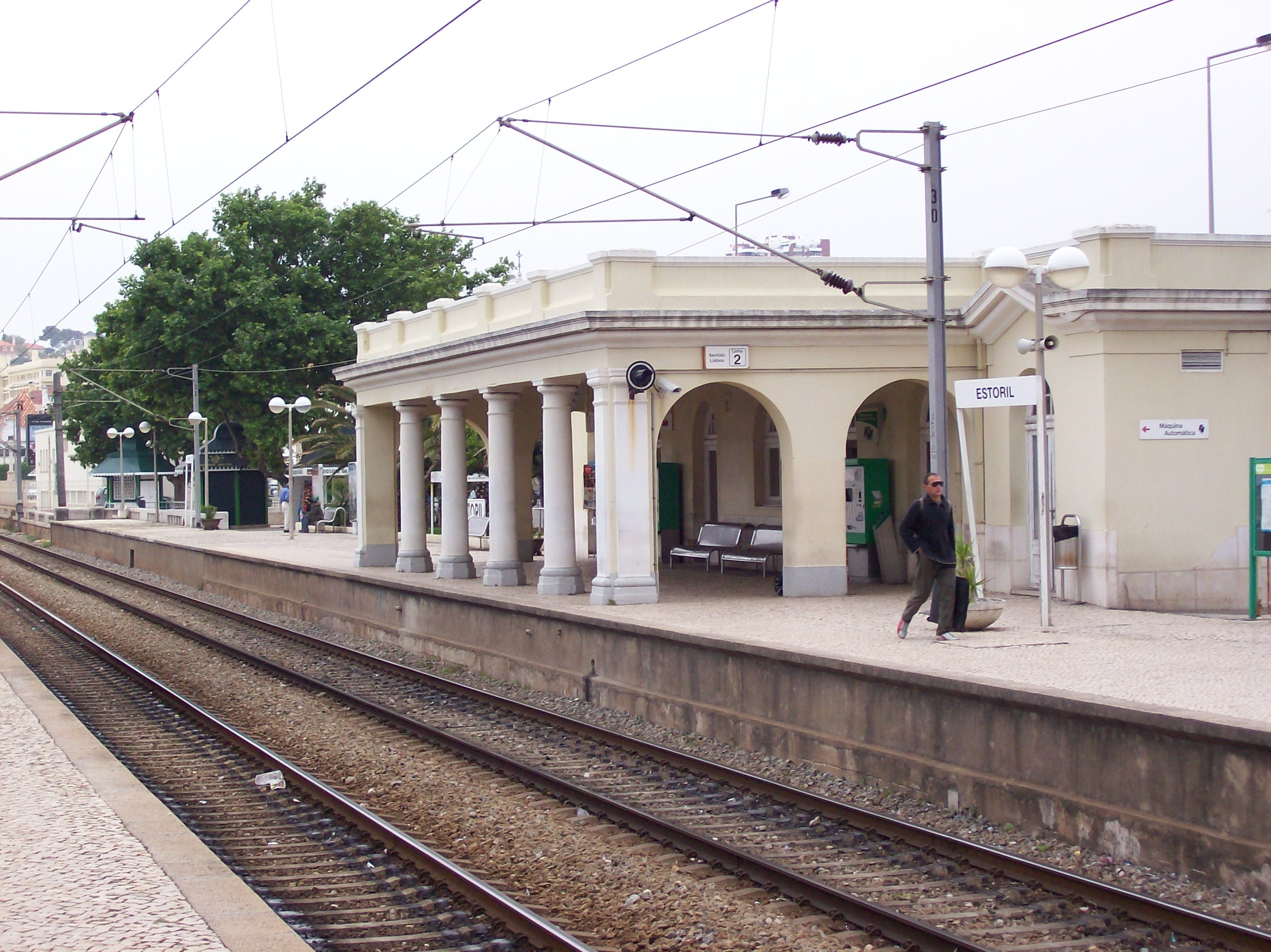
Stazione di Estoril, maggio 2009

La Linha de Cascais fu l'unica ferrovia portoghese a non confluire nella Companhia dos Caminhos de Ferro Portugueses nel 1947 a causa del contratto di noleggio con la Sociedade Estoril del 1918; nel 1976, alla scadenza del contratto, la gestione passò direttamente alla Companhia dos Caminhos de Ferro Portugueses.

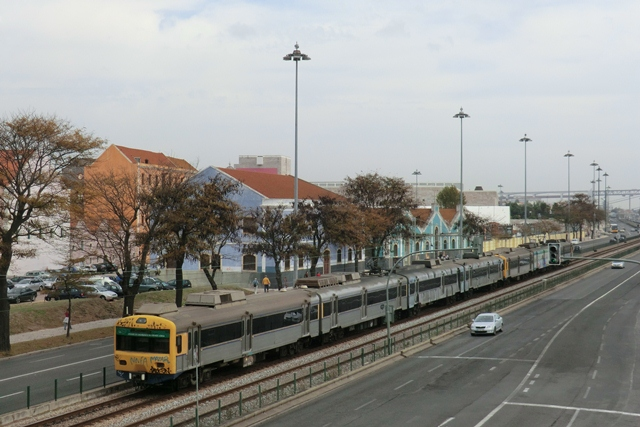
Linea di Cascais nel 2011

Il 23 novembre 1993 nell'ambito della ristrutturazione dell'azienda Caminhos de Ferro Portugueses la linea fu posta sotto la giurisdizione dell'USGL di Cascais.
Nel giugno 2013 venne reso pubblico un progetto di privatizzazione della gestione della linea che tuttavia venne rinviato a data successiva all'integrazione di Estradas de Portugal e REFER nella nuova impresa Infraestruturas de Portugal.